# 52-й армейский корпус (вермахт)
52-й армейский корпус (нем. LII. Armeekorps), сформирован 25 октября 1940 года.

## Боевой путь
С 22 июня 1941 года — участие в германо-советской войне, в составе группы армий «Юг». Бои на Украине (Умань, Киев).
25 августа 1942 года на замену 111-й и 370-й пехотных дивизий 52-го армейского корпуса вермахта в Калмыкию начали прибывать части 16-й моторизованной дивизии вермахта.
В 1942 году — бои на Кавказском направлении.
В 1943 году — бои на Кубани, отступление на Украину.
В 1944 году — бои на Украине, отступление в Молдавию. В августе 1944 — корпус уничтожен в ходе Ясско-Кишинёвской операции.

## Состав корпуса
В июле 1941:
- 257-я пехотная дивизия
- 100-я лёгкая пехотная дивизия
- 101-я лёгкая пехотная дивизия

23 сентября 1941:
- LII армейский корпус:
  - 452-й (моторизованный) картографический отряд
  - 452-й корпусной батальон связи
    - 2 (моторизованные) роты телефонного перехвата
    - 1 (моторизованная) телефонная рота
    - 1 (моторизованная) радиорота
    - 1 (моторизованная) колонна связи

  - 452-й (моторизованный) отряд снабжения
    - 1/452-я (моторизованная) лёгкая колонна
    - 2/452-я (моторизованная) колонна тяжёлого топлива
    - 452-й (моторизованный) взвод технического обслуживания

  - 452-й (моторизованный) отряд военной полиции
  - 452-я (моторизованная) полевая почта
  - 245-й дивизион штурмовых орудий (за вычетом 1 батареи)
  - 849-й (моторизованный) артиллерийский дивизион
    - 1 (моторизованная) батарея (4 100-мм орудия)

  - 2/46-й (моторизованный) артиллерийский полк
    - Штабная секция
      - моторизованный взвод связи
      - (моторизованная) топографическая секция

    - 3 (моторизованные) батареи (4 150-мм гаубицы sFH 18 каждая)
    - 1 лёгкая (моторизованная) колонна снабжения боеприпасами (48 тонная)

  - 32-й наблюдательный батальон
    - 1 моторизованный взвод связи
    - 1 (моторизованный) взвод метеорологов
    - 1 (моторизованная) рота флэш-зондирования
    - 1 (моторизованная) рота звуковой разведки
    - 1 (моторизованная) геодезическая рота

  - 525-й противотанковый дивизион (1 рота)
  - 9-й командир строительных войск
  - 403-й строительный батальон
  - 4.(H)/32-й разведывательный штаб
  - Приданы:
    - 51-й строительный батальон
    - 131-й строительный батальон
    - 87-й отряд Организации Тодта (присутствует половина подразделения)

  - 9-я пехотная дивизия:
    - 1/,2/,3/36-й пехотный полк
    - 1/,2/,3/57-й пехотный полк
    - 1/,2/,3/116-й пехотный полк
    - 1/,2/,3/9-й артиллерийский полк, каждый дивизион имел:
      - 3 батареи (по 4 105-мм орудия)

    - 1/45-й артиллерийский полк
      - 3 батареи (по 4 150-мм орудия sFH)

    - 9-й противотанковый дивизион
    - 9-й разведывательный батальон
    - 9-й пионерный батальон
    - 9-й батальон связи
    - Подразделения поддержки 9-й дивизии[2]

В феврале 1942:
- 111-я пехотная дивизия
- 101-я лёгкая пехотная дивизия

В августе 1942:
- 111-я пехотная дивизия
- 370-я пехотная дивизия

В апреле 1943:
- 57-я пехотная дивизия
- 255-я пехотная дивизия
- 332-я пехотная дивизия

В июле 1944:
- 294-я пехотная дивизия
- 320-я пехотная дивизия
- 4-я горнопехотная дивизия

## Командующие корпусом
- С 25 октября 1940 — генерал пехоты Курт фон Бризен (убит 20 ноября 1941)
- С 10 декабря 1941 — генерал пехоты Ойген Отт
- С 20 ноября 1943 — генерал пехоты Эрих Бушенхаген (в августе 1944 взят в советский плен)